# استدلال استنتاجی
اِستِنتاج یا استدلال استنتاجی (به انگلیسی: Deductive reasoning) یعنی نتیجه‌گیری از یک یا چند قانون کلی برای رسیدن به یک نتیجهٔ جزئی. در این روش، اگر مقدمه‌ها درست باشند، نتیجه هم حتماً درست خواهد بود.
مثلاً اگر بگوییم:
۱. همهٔ انسان‌ها فانی‌اند.
۲. سقراط یک انسان است.
نتیجه: پس سقراط فانی است.
در این مثال، ما از یک قانون کلی («همهٔ انسان‌ها فانی‌اند») و یک واقعیت مشخص («سقراط انسان است») استفاده می‌کنیم تا به نتیجه‌ای برسیم که منطقی و قطعی است. این نوع استدلال پایهٔ بسیاری از استدلال‌های ریاضی، منطقی و حقوقی است.
بنابراین استنتاج، یک استدلال از کل به جزء، یک برداشت اصل‌سنج (بر پایهٔ سنجش اصول کلی) است

## توضیحات
بنابر این استنتاج روشی برای رسیدن به نتیجه های صحیح با استفاده از کنار هم گذاشتن پیش فرض‌های صحیح قبلی است. به این شکل که غیرممکن است که مفروضات درستی را کنار هم قرار دهیم و نتیجه نادرستی بگیریم یا یک گزاره صحیح است اگر از گزاره‌های صحیحی نتیجه گرفته شده باشد.
در منطق استنتاجی به‌دست آوردن یک گزاره از دنباله‌ای از یک مجموعه گزاره‌ها است. دنبالهٔ گزارهٔ استفاده شده مفروضات و گزارهٔ به‌دست آمده نتیجه نامیده می‌شود. در اینگونه بحث، تلاش می‌شود تا نشان داده شود که نتیجه به‌طور بایسته و ضروری، از مجموعه‌ای از پیش فرض‌ها یا فرضیه‌ها به‌دست می‌آید. گزاره های استفاده شده در منطق استنتاجی باید به صورتی باشند که شکل مبهمی از تفسیر آن گزاره میسر نباشد و درستی یا نادرستی گزاره ها مشخص باشند. گزاره ها توسط دسته دیگری از گزاره ها به نام قاعده های استنتاج کنار هم قرار میگیرند و نتیجه های جدیدی را می‌سازند.
در روانشناسی شناختی بررسی میشود که این گونه استنتاج ها چگونه توسط ذهن انسان قابل انجام است. در این مباحث بررسی میشود که آیا افراد توانایی رسیدن به نتیجه های درست را پس از طی کردن یک پروسه استنتاجی را دارند یا خیر. یک مشاهده کلی این است که به نظر می‌آید  افراد با این روش استدلالی در مسایل واقعی نسبت به مسایل انتزاعی عملکرد بهتری دارند . در روانشناسی شناختی با مطالعه نحوه نتیجه گیری افراد از مشاهداتشان تلاش بر این است که فهمیده شود چه ساز و کار هایی در در روانشان نقش دارند. نظریه هایی نیز موجودند که باورشان بر این است استدلال استنتاجی یک پروسه مانند زبان طبیعی است و بازنمایی های ذهنی با در کنار هم قرارگرفتن توسط قاعده های استنتاج آموخته شده اجازه ساخت نتیجه های انتزاعی پیچیده تر را به افراد میدهند.

## یک مثال ساده
مثال زیر، ویژگی این روش را نشان می‌دهد:
- سقراط انسان است.
- همه انسان‌ها می‌میرند.
- بنابراین: سقراط خواهد مرد.
صغری (ادعای نخست) بیان می‌دارد که سقراط انسان است. کبری (ادعای دوم) بیان می‌دارد هر انسانی می‌میرد در نتیجه سقراط بالاخره می‌میرد، زیرا او نیز به عنوان یک انسان خواهد مرد، چون که عنوان «انسان» به او نسبت داده شده و این ویژگی او را نیز شامل می‌شود.
در واقع کلیت این موضوع که مردن همه انسان هاست و نتیجه جزئی که مردن سقراط است از کل به جز حاصل شده و برای همین به آن استدلال قیاسی یا استنتاجی می‌گویند

## تاریخچه
ارسطو در قرن چهارم پیش از میلاد اقدام به مستندسازی و ثبت استدلال استنتاجی کرد.

## آموزش
کارشناسان بر این عقیده‌اند که رشد «توانایی استدلال» الزاماً به آموزش و یادگیری نیاز ندارد و با توجه به اینکه در مقاطع تحصیلات آکادمیک دانش‌پژوه نیاز به بهره‌برداری از این قوه دارد، آموزش استدلال استنتاجی به دوره‌های تحصیلات متوسطه واگذار می‌شود تا در مباحث اثبات‌های ریاضیاتی به آن پرداخته شود.